# Tone Marit Oftedal
Tone Marit Oftedal (* 1. Januar 1970 in Sandnes) ist eine ehemalige norwegische Biathletin.
Tone Marit Oftedal bestritt 1993 in Östersund ihr erstes Rennen im Biathlon-Weltcup und beendete dieses Sprintrennen als 50. Es blieb der einzige Einsatz in der höchsten internationalen Rennserie des Biathlonsports. Ebenfalls 1993 gewann sie bei den Biathlon-Juniorenweltmeisterschaften in Ruhpolding an der Seite von Gunn Margit Andreassen und Åse Idland den Titel im Staffelrennen. 
Auch auf nationaler Ebene war Oftedal erfolgreich. 1993 gewann sie mit Anette Sikveland und Åse Idland für die Provinz Rogaland startend den Titel im Staffelwettbewerb bei den norwegischen Meisterschaften. Ein Jahr später konnte das Trio in derselben Besetzung hinter Hordaland Vizemeister werden.
Oftedal ist die Schwester des Biathleten Kjell Ove Oftedal. Sie ist mit dem französischen Biathleten Franck Perrot verheiratet. Der gemeinsame Sohn Éric Perrot ist ebenfalls als Biathlet im Weltcup aktiv.

## Biathlon-Weltcup-Platzierungen
Die Tabelle zeigt alle Platzierungen (je nach Austragungsjahr einschließlich Olympische Spiele und Weltmeisterschaften).
- 1.–3. Platz: Anzahl der Podiumsplatzierungen
- Top 10: Anzahl der Platzierungen unter den ersten zehn (einschließlich Podium)
- Punkteränge: Anzahl der Platzierungen innerhalb der Punkteränge (einschließlich Podium und Top 10)
- Starts: Anzahl gelaufener Rennen in der jeweiligen Disziplin

| Platzierung                              | Einzel | Sprint | Verfolgung | Massenstart | Team | Staffel | Gesamt |
| ---------------------------------------- | ------ | ------ | ---------- | ----------- | ---- | ------- | ------ |
| 1. Platz                                 |        |        |            |             |      |         |        |
| 2. Platz                                 |        |        |            |             |      |         |        |
| 3. Platz                                 |        |        |            |             | 1    |         | 1      |
| Top 10                                   |        |        |            |             |      |         |        |
| Punkteränge                              |        |        |            |             |      |         |        |
| Starts                                   |        | 1      |            |             |      |         | 1      |
| Stand: Karriereende, Daten wohl komplett |        |        |            |             |      |         |        |